# Périthèce

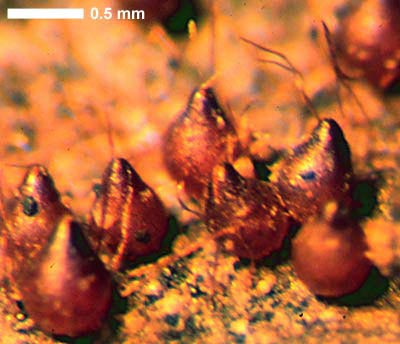
Périthèces de Nectria

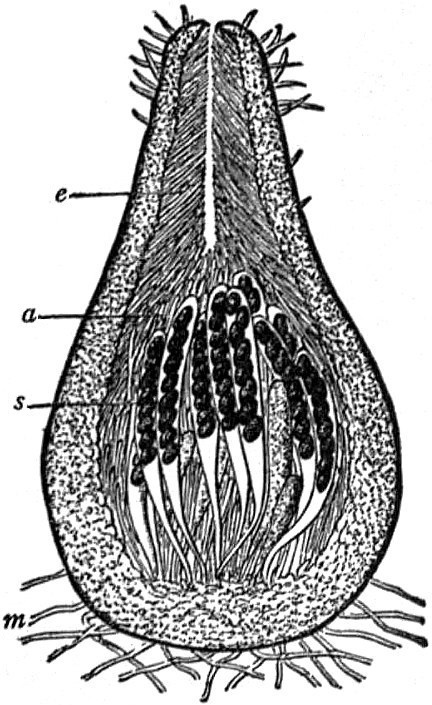
Coupe d'un périthèce de Podospora fimiseda, une espèce fimicole. Légende : s, Asques. a, Paraphyses. e, Périphyses. m, Hyphes du mycélium.

Le périthèce, également nommé perithecium (pluriel : perithecia), est, chez certains champignons ascomycètes, un organe de reproduction sexuée en forme de bouteille ou presque globuleux, présentant une ouverture nommée ostiole, qui renferme des asques producteurs de spores et se développe sur une couche fertile, l'hyménium. Il s'agit d'une forme particulière d'ascocarpe dure et brune qui mesure de 50 à 600 µm de haut

## Étymologie
Le terme « périthèce » vient du grec ancien περί (peri, « autour ») et de têke (« étui, boîte »).

## Description
Le périthèce se forme dans une cavité au milieu d'un stroma le plus souvent sur un organe végétal que le champignon parasite. Il comprend une enveloppe nommée péridium, des paraphyses stériles et des asques auxquels elles sont parfois mêlées. Les périthèces sont généralement produits en fin de saison et sont considérés comme une forme de conservation hivernale restant dans les débris végétaux.
Ces structures, retrouvées sur de nombreux organes végétaux, caractérisent les champignons ascomycètes et matérialisent leur reproduction sexuée notamment dans les formes téléomorphes. Les périthèces sont considérés comme une forme de conservation hivernale, se maintenant dans les débris végétaux, sur et dans le sol. 
Par exemple, les espèces suivantes produisent des périthèces : Pleospora herbarum, Mycosphaerella, Glomerella, Didymella bryoniae, Didymella lycopersici et Monosporascus cannonballus.

## Organes proches
Le pycnide est un organe morphologiquement proche spécialisé dans la reproduction asexuée qui produit des conidie. Le périthèce s'oppose également au cléistothèce qui est globuleux, se développe sans hyménium et ne présente pas d'ouverture, mais se rompe à maturité.